# Омладинка Мара
„Омладинка Мара“ је песма Бранка Ћопића која је настала 1942. године. Песма говори о болесној омладинки Мари, која тугује за својим драгим, који је отишао у партизане, и чека да види да ли ће проћи жив поред њеног прозора.

## Текст
Болна лежи омладинка Мара, 

Са старом се мајком разговара: 

Мила мајко буди ме у зору, 

Примакни ме нашему прозору, 

Да ја видим прије бијела дана, 

Пролетерске чете партизана, 

И пред четом својега драгана, 

Пролетерске чете барјактара, 

Да му видим ону косу плаву, 

И над њоме црвену заставу, 

Да га видим да ме жеља мине, 

Да му лице као некад сине. 

Славна чето кад ћеш к мени доћи, 

Не дам сузи да из ока кане.